# Pedro Alves
Pédro Alvès (ur. 19 lipca 1976 w Dijon) – francuski piosenkarz portugalskiego pochodzenia.

## Życiorys

### Wczesne lata
Urodził się w Dijon, w regionie Burgundia, w departamencie Côte-d’Or, jako syn Portugalczyków. Jego dziadek był muzykiem. W wieku dwunastu lat uczęszczał do konserwatorium, gdzie uczył się gry na fortepianie, perkusji i gitarze, tańca, śpiewu i aktorstwa. W latach 1991–96 lat grał na fortepianie w barach. 

### Kariera
Grał w musicalu Wakacje 2001 (Vacances 2001, 1996). W 1997 wraz z grupą Génération Aznavour nagrał album „Couleur de l'ombre”, pod kierunkiem swojej nauczycielki śpiewu Alice Dony. W marcu 1999 roku za interpretację piosenki pt. „Plus jamais, never more” zdobył trzecie miejsce w eliminacjach krajowych Konkursu Piosenki Eurowizji. W 1999 przez dwa miesiące dwa razy w tygodniu występował w restauracji MCA Café w Paryżu.
W latach 2000-2002 odtwarzał rolę Aarona, starszego brata Mojżesza i Miriam w musicalu Dziesięć przykazań (Les Dix Commandements), który okazał się jednym z największych muzycznych sukcesów roku, sprzedano ponad 7 milionów biletów. W grudniu 2002 roku wydał swój singiel z piosenką „Regarder une femme” (Warner Music), którą zaśpiewał podczas wyborów Miss Francji '2003.
W dniu 8 października 2008 roku odbyła się premiera musicalu Grease w Théâtre Comédia w Paryżu, gdzie wystąpił w roli Sonny’ego. Zaśpiewał w duecie z hiszpańskim aktorem i muzykiem Edu del Prado. Wydał też płytę dla dzieci Music For Your Baby, a w styczniu 2011 nagrał piosenkę „Regarder une femme”. Wziął udział w nagraniu singla charytatywnego „Je reprends ma route” wspierającego organizację UNITAID, który ukazał się 24 września 2012, wykonanego przez formację Les Voix de l'Enfant (Głos dziecka) w towarzystwie takich wykonawców jak Matt Pokora, Joyce Jonathan, Emmanuel Moire, Marie Myriam, Gérard Lenorman, Florent Mothe, Mikelangelo Loconte, Quentin Mosimann, Merwan Rim i Yannick Noah.
11 kwietnia 2016 ukazała się powieść jego autorstwa Des sanglots dans la Voie.
W 2019 nagrał piosenkę „Un tour au Portugal”.

## Dyskografia

### albumy
- 1997: Couleur de l'ombre (wyd. Studios Alice Dona)
- 2000: Les Dix Commandements (wyd. Mercury); utwory „Devant la mer” (Morze prze), „Oh Moïse” (Och, Mojżeszu) z Ja’el Na’im i „A force de...” (A życie...), zespołowo - „L'envie d'aimer” (Hymn do miłości) wyd. Atletico music/Universal
- 2001: La Troupe Des Dix Commandements* - Les Dix Commandements Live (wyd. Atletico Records, Mercury, Universal); utwór „Devant La Mer”
- 2002: Des Rencontres Et Des Mots Lionel Florence (wyd. Mercury); utwór „Je Chanterai”

### single
- 2001: Daniel Lévi/Ahmed Mouici – „Mon Frère”: Les Dix Commandements (wyd. Mercury, Atletico Records); utwór „Devant La Mer"